# Sékou Touré
Sékou Touré (ur. 1 maja 1934 w Bouaké, zm. 30 listopada 2002) – iworyjski piłkarz grający na pozycji napastnika.

## Kariera klubowa
Urodził się w Wybrzeżu Kości Słoniowej, w miejscowości Bouaké. Swoją przygodę z futbolem rozpoczął w 1954 w ASEC Mimosas. W latach 1955–1958 występował w drużynie Africa Sports National. W 1958 wyjechał do Francji, gdzie został zawodnikiem zespołu Olympique Alès.
Następnie występował w drużynach Sochaux oraz US Forbach. W 1961 został piłkarzem ówczesnego mistrza Francji, Montpellier, któremu pomógł powrócić do najwyższej klasy rozgrywkowej. Został także królem strzelców Première Division w sezonie 1961/1962, strzelając w 36 spotkaniach 25 bramek.
W ekstraklasie francuskiej grał także dla Grenoble Foot 38, Nice oraz Nîmes Olympique, jednakże bez znaczących osiągnięć. Po krótkim epizodzie w FC Dieppe, w 1966 zakończył karierę piłkarską w barwach AS Béziers.
| Sezon   | Klub                   | Kraj                     | Rozgrywki         | Mecze | Bramki |
| ------- | ---------------------- | ------------------------ | ----------------- | ----- | ------ |
| 1954    | ASEC Mimosas           | Wybrzeże Kości Słoniowej |                   |       |        |
| 1955/56 | Africa Sports National | Wybrzeże Kości Słoniowej |                   |       |        |
| 1956/57 | Africa Sports National | Wybrzeże Kości Słoniowej |                   |       |        |
| 1957/58 | Africa Sports National | Wybrzeże Kości Słoniowej |                   |       |        |
| 1958/59 | Olympique Alès         | Francja                  | Première Division | 8     | 2      |
| 1959/60 | Olympique Alès         | Francja                  | Division 2        | 9     | 6      |
| 1959/60 | Sochaux                | Francja                  | Première Division | 10    | 2      |
| 1960/61 | US Forbach             | Francja                  | Division 2        | 16    | 12     |
| 1960/61 | Montpellier            | Francja                  | Division 2        | 17    | 12     |
| 1961/62 | Montpellier            | Francja                  | Première Division | 36    | 25     |
| 1962/63 | Grenoble Foot 38       | Francja                  | Première Division | 9     | 4      |
| 1962/63 | OGC Nice               | Francja                  | Première Division | 11    | 2      |
| 1963/64 | OGC Nice               | Francja                  | Première Division | 5     | 4      |
| 1963/64 | Nîmes Olympique        | Francja                  | Première Division | 8     | 1      |
| 1964/65 | FC Dieppe              | Francja                  | Division 3        |       |        |
| 1965/66 | AS Béziers             | Francja                  | Division 2        | 32    | 14     |

## Osiągnięcia
Montpellier HSC
- Mistrz Division 2 (1): 1960/61
- Król strzelców Premier Division (1): 1961/1962 (25 goli)